# USA-199
O USA-199 (também referenciado como GPS IIR-18 (M), GPS IIRM-5 e GPS SVN-57) é um satélite estadunidense de navegação por satélite pertencente a família de satélites NAVSTAR. Foi o quinto de oito satélites do bloco IIRM, componente do sistema do GPS. Foi lançado em 20 de dezembro de 2007 às 20:04:00 UTC do Complexo 17 da Estação da Força Aérea de Cabo Canaveral, Estados Unidos, em cima de um foguete Delta II 7.925-9,5 D331.
O satélite está localizado em uma Órbita semissíncrona, tendo um apogeu de 20.283 km (12.603 milhas), um perigeu de 20.082 km (12.478 milhas), uma inclinação orbital de 54,90º e um período orbital de 717,98 minutos.

## Ligações Externas
- 2007-062A
- 32384